# 乾燥設備作業主任者
乾燥設備作業主任者（かんそうせつびさぎょうしゅにんしゃ）は、労働安全衛生法に定められた作業主任者(国家資格)のひとつであり、乾燥設備作業主任者技能講習を修了した者の中から事業者により選任される。
また、主任者となるための技能講習を修了した者すなわち資格取得者のこと、あるいは資格そのものを指すこともある。

## 概要
- 乾燥設備（熱源を用いて火薬類取締法第2条第1項に規定する火薬類以外の物を加熱乾燥する乾燥室及び乾燥器をいう）のうち、危険物等（労働安全衛生法施行令別表第1に掲げる危険物及びこれらの危険物が発生する乾燥物をいう。）に係る設備で、内容積が1m3以上のもの。
- 上記の乾燥設備以外の乾燥設備で、熱源として燃料又は電力を使用するもので、その最大消費量又は定格消費電力が固体燃料を使用するもので、最大消費量が毎時10kg以上、液体燃料を使用するもので、最大消費量が毎時10L以上、気体燃料を使用するもので、最大消費量が毎時1m3以上、電力を使用するもので、定格消費電力が10kW以上。

以上において労働災害防止を行う。

## 受講資格
- 乾燥設備の取扱作業に5年以上従事した者で18歳以上。
- 大学又は高等専門学校の理科系卒業者で、乾燥設備の設計・製作検査・取扱作業1年以上の実務経験者で18歳以上。（卒業証明書が必要）
- 高校の理科系卒業者で、乾燥設備の設計・製作検査・取扱作業に2年以上の実務経験者で18歳以上。（卒業証明書が必要）

## 技能講習
- 各都道府県により違う。都道府県労働基準局、労働基準監督署、都道府県労働基準協会に問い合わせ願う。告示された講習時間は15時間である。

### 講習科目
1. 乾燥設備及びその付属設備の構造及び取扱いに関する知識（4時間）
2. 乾燥設備、その付属設備等の点検設備及び異常時の処置に関する知識（4時間）
3. 乾燥作業の管理に関する知識（5時間）
4. 関係法令（2時間）
5. 修了試験